# 威廉·伯斯沃斯·卡斯尔
威廉·伯斯沃斯·卡斯尔（英語：William Bosworth Castle，1897年10月21日—1990年8月9日）是一位美国医生和生理学家，父亲是美国遗传学家威廉·欧内斯特·卡斯尔，他将血液学“从描述性的艺术转变为动态的跨学科科学”:15。
。